# Jorge Pardo (músico)
Jorge Pardo (Madrid, 1 de diciembre de 1956) es un músico español de jazz y flamenco, saxofonista tenor y soprano y flautista. Utiliza un lenguaje musical mestizo entre el jazz de raíz y el flamenco y su estilo con la flauta travesera y el saxofón se considera una referencia de innovación. En 2013 recibió el premio al Mejor Músico de Jazz Europeo convirtiéndose en el primer y único español reconocido con el premio de la Academia Francesa de Jazz. En 2015 recibió el Premio Nacional de Músicas Actuales, Vencedor en 2020 del Grammy Awards por el Álbum Antidote con Chick Corea..

## Biografía
Comienza sus estudios musicales a la edad de 14 años en el Real Conservatorio de Madrid. Desde el principio se siente atraído por el jazz, hecho que se plasma en sus primeras actuaciones con grupos universitarios.
Después de empezar a tocar con algunos músicos profesionales, como el pianista Jean-Luc Vallet, el baterista Peer Wyboris, Tete Montoliu, el organista Lou Bennett (1926 - 1997), Slide Hampton, el saxofonista Pony Poindexter (1926 - 1998), el contrabajista David Thomas, Pedro Iturralde y el baterista Al Levitt (1932-1994), entre otros, forma junto a Pedro Ruy Blas el grupo Dolores, que se convierte en seguida en una referencia en el panorama español.
Unos pocos años más tarde fue introducido en el mundo profesional del flamenco de la mano de Diego Carrasco y sobre todo Paco de Lucía, al que acompañaría en varias de sus giras mundiales, compartiendo escenarios con las más importantes figuras del jazz internacionales y colaborando en los discos del guitarrista.
En 1982 se perfila como uno de los músicos de más talento en el campo del jazz fusion y graba en Mallorca el primer LP a su nombre: Jorge Pardo, con músicos invitados como Joan Bibiloni y Carles Benavent. 
En 1984, graba su segundo LP: El canto de los guerreros; y en 1987, A mi aire, dos obras con rasgos de experimentación. En 1989 trabaja con el grupo Flamenco Fusión. Ese mismo año actúa en el Festival de Jazz de Montreux con músicos brasileños: la cantante Nana Caymmi y el pianista Wagner Tiso (n. 1945); el concierto fue grabado y editado por Polygram Internacional. 
En julio del 90 es invitado, junto a Carles Benavent, para actuar con el acordeonista y pianista Gil Goldstein (n. 1950), el percusionista Don Alias y el baterista Álex Acuña, entre otros, en un concierto especial de la TV Suiza (Schweizer Fernsehen), que daría lugar a unas apariciones especiales de esta misma banda en Nueva York en octubre de ese mismo año. En 1991, con esa formación, graba en Nueva York para el sello Blue Note. 

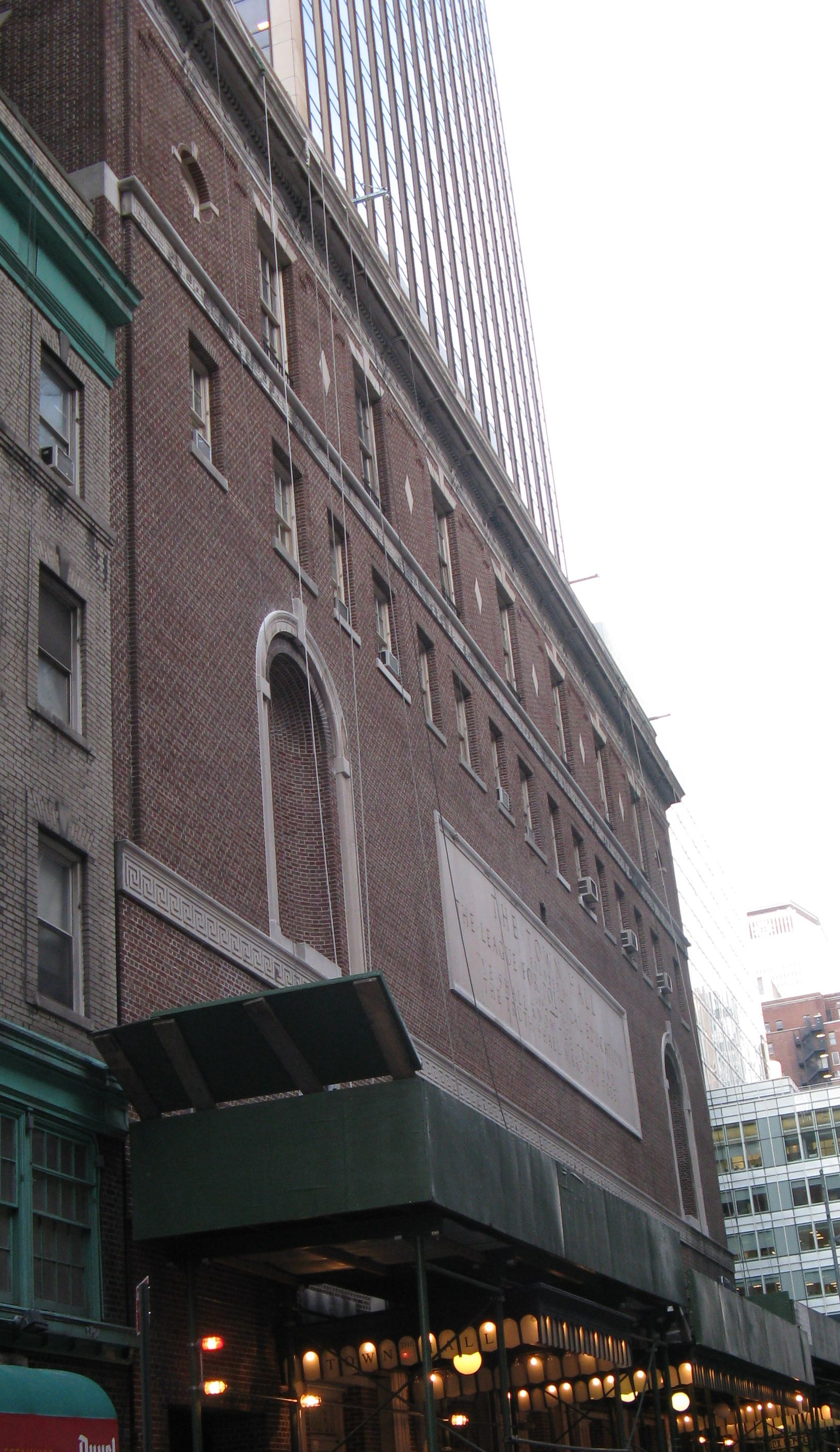
El Town Hall en la actualidad.

En junio del 92 se presenta en el Town Hall de Nueva York junto a Carles Benavent y otros músicos flamencos invitados, dentro del programa del New Music Seminar. En julio del mismo año, actúa con la Big Band de la TV Alemana en el proyecto "Jazzpaña" (Flamenco-Jazz), encabezando un grupo español que se presenta en la sala Kölner Philharmonie de Colonia y en el Festival de Jazz de Montreux. Este proyecto será plasmado en el CD "Jazzpaña", con la WDR Big Band Köln dirigida por Vince Mendoza, y junto a músicos como Michael Brecker, Al Di Meola, Peter Erskine y Steve Khan.
Durante los diez años próximos grabará varios discos a su nombre: Las cigarras son quizá sordas (1991), Veloz hacia su sino (1993), 2332 (1997) y Mira (2001), en los que se aprecia una evolución en su carrera artística, y además de otros como El concierto de Sevilla (1995) junto a Carles Benavent y Tino di Geraldo -conformando un trío donde el mestizaje entre lo latino, lo flamenco y el jazz toman una dimensión propia en el panorama musical- o, junto a Chano Domínguez, Diez de Paco, siendo considerado este LP como cuaje y posterior referencia del Flamenco-Jazz. Pardo, colaborador nato, continúa tocando con otros músicos y deja constancia fonográfica de ello: con Gil Goldstein, Ketama, La Barbería del Sur, Tomás San Miguel...
Junto a Francis Posé (contrabajo) y José Vázquez “Roper” (batería) funda el trío D'3. Con esta formación grabará tres álbumes: Directo (2001), Quid pro quo (2003) y 3dd3 (2006); además, un DVD en directo: Live at the Auditori Pau Casals, Vendrell (2007), en una línea parecida a las anteriores pero siempre ofreciendo una visión sonora novedosa.
Desde 2004 ha formado parte de la gira internacional de Chick Corea: la llamada Touchstone Tour.
En el 2005 graba Vientos Flamencos, obra en la que participan muchos artistas y compañeros suyos. Se trata también del primer CD de flamenco que puede descargarse desde Internet. Así, el CD rompe con la idea del LP de una idea homogénea y está formado por "bloques temáticos" (Mis palos, X Camarón, Solo Flauta, Pensamientos, Mis Pasodobles y ¡Qué grandes músicos!) a los que el músico tiene previsto ir sumando nuevas composiciones. En 2009 aparece el Vientos Flamencos II.
En el 2009 colabora en el nuevo disco del guitarrista italiano Flavio Sala, tocando en el tema que da nombre al álbum, De La Buena Onda, junto a Marcus Miller, el guitarrista Toninho Horta y el baterista Cliff Almond.

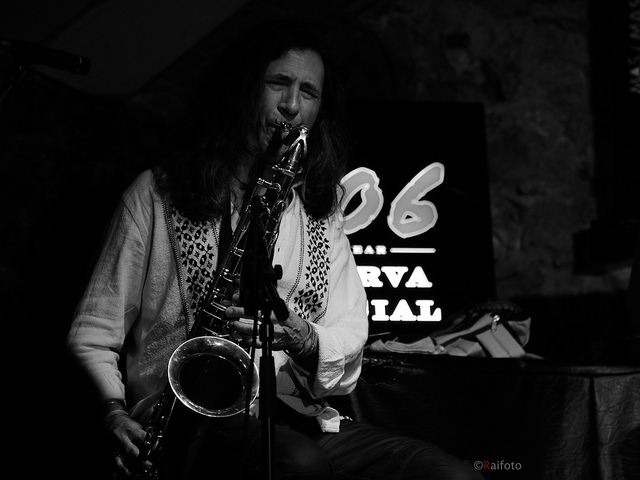
presentando Huellas en el Jamboree de Barcelona 2013

En 2012 lanza su trabajo discográfico "Huellas" (Cabra Road, 2012), primer álbum doble del músico madrileño. Este cuenta con 18 composiciones propias que componen el álbum homónimo en cuya grabación intervino un amplio espectro de músicos tanto del Jazz como del Flamenco de diferentes generaciones.
En 2013 recibió el premio al Mejor Músico de Jazz Europeo convirtiéndose en el primer español reconocido con el premio de la Academia Francesa de Jazz.
En 2014 presenta "Historias de Radha y Krishna" en el cual el músico juega con sonoridades que provienen del groove y la música urbana, del flamenco o del jazz. Editado , con la colaboración altruista de 39 músicos, entre otros Carmona, Raimundo Amador, Flavio Rodrigues, José Vera, Phil Wilkinson, Baghira, Víctor Iniesta o J.R. "Bandolero". Musicalmente -explica Pardo en su presentación- el nuevo trabajo tiene "poco que ver" con "lo hindú", es una música hecha con ordenadores en muchos casos, atendiendo al ritmo y al "groove", es decir, bases de ritmos repetidas, como las que se utilizan para entrar en trance en muchas culturas, en la que hay flautas, saxos, órganos Hammond y guitarras flamencas.
En 2016 estrena Metaflamenco. Djinn un viaje sonoro que ha definido como "metaflamencojazz interdimensional" donde se dan la mano el groove, la electrónica, la voz, la electricidad y el flamenco. Djinn -explica el músico- es un nombre que hace referencia al duende de varias mitologías ancestrales con capacidad de influir en la mente y el espíritu del ser humano. Ese mismo año también colabora en el disco "Grandmaster Jazz vol. 1" de DJ Toner (quien a su vez también participa en algunos directos de presentación de su disco Djinn), un trabajo donde se fusionan jazz y hip hop. en 2022 lanza en Spotify Trance Sketches que es su nuevo trabajo mesclando el Flamenco, Jazz y música electrónica, en este mismo año además de contratar nuevo mánager, el brasileño Reginaldo Lima, también crea su primera cuenta en Instagram @soyjorgepardo.

## Premios y reconocimientos

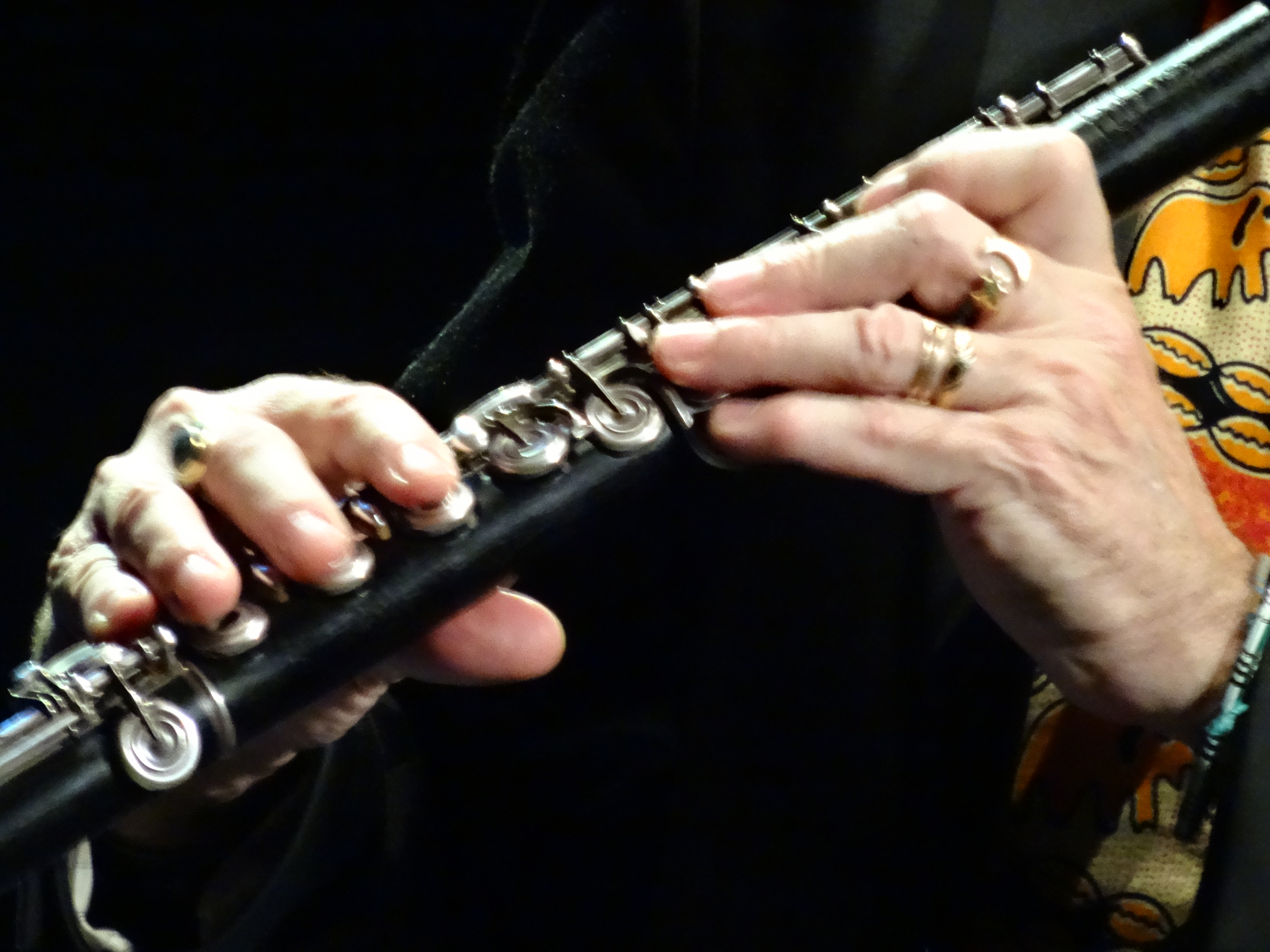
Tocando en el Festival Internacional de Jazz de San Javier

- 2013 premio al Mejor Músico de Jazz Europeo otorgando por la Académie du Jazz francesa[3]
- 2015 Premio Nacional de Músicas Actuales que concede el Ministerio de Educación y Cultura de España.[9]
- 2016 medalla de oro del Festival Jazz en la Costa de Almuñécar[6]
- 2020 Grammy Awards por el Mejor Álbum de Jazz con Chick Corea

## Colaboraciones
Son muchos los músicos con los que ha colaborado o que han colaborado con él. A modo de extracto, podemos citar los siguientes:

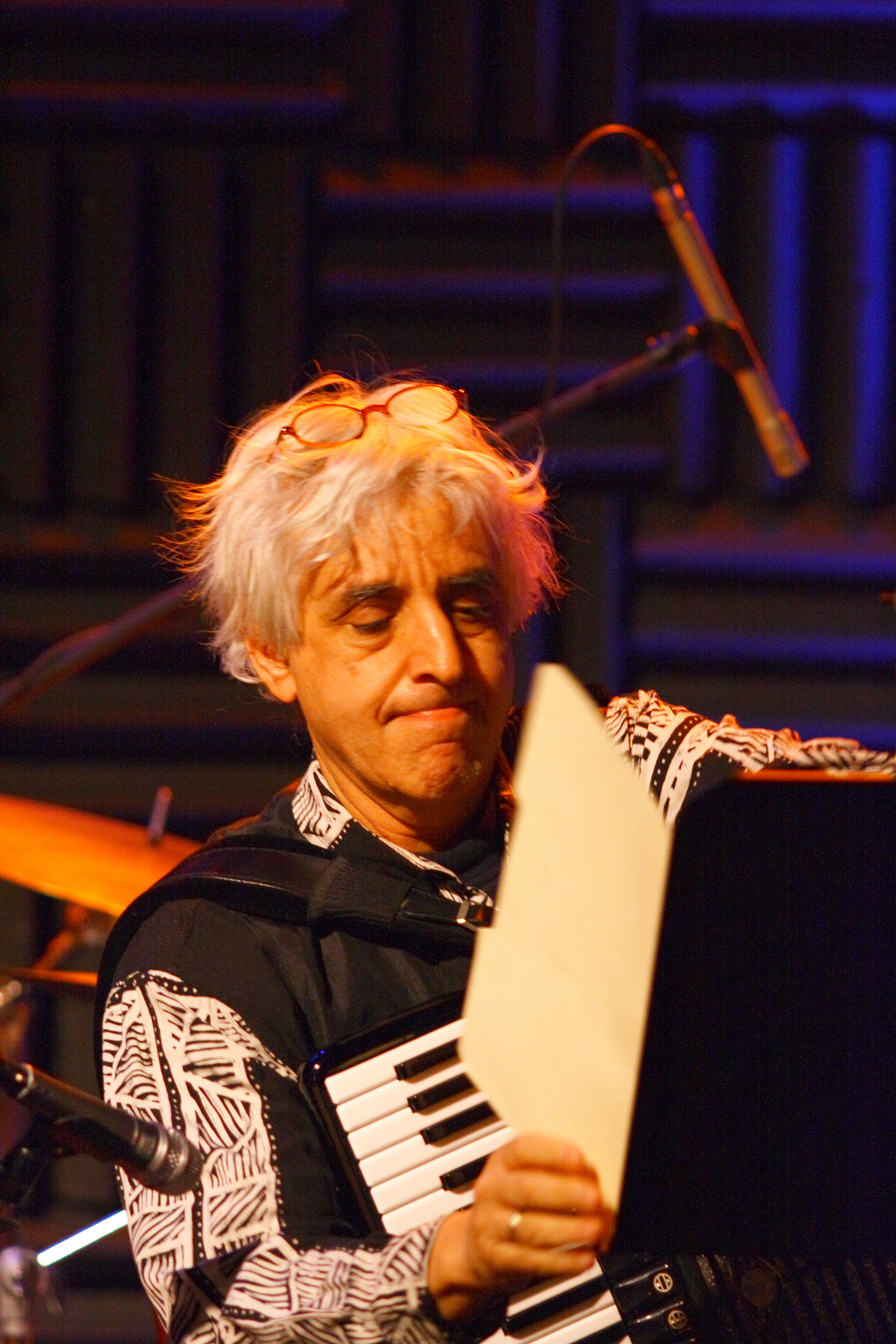
Gil Goldstein.

- Albert Pla
- Abdón Alcaraz
- Alex Acuña
- Antonio Restrucci
- Carles Benavent
- Chick Corea
- Camarón de la Isla
- DJ Toner
- Flavio Sala
- Fraskito

- Gil Goldstein
- Homo-Demen
- Joan Albert Amargós
- Lucía Rey
- Michel Bismut
- Moravia
- Nana Caymmi
- Paco de Lucía
- Rodrigo González Mendiondo
- Pat Metheny
- Pedro Iturralde
- Pedro Ruy-Blas
- Pedro Marcos Volf
- Santiago Auserón
- Tete Montoliu
- Wagner Tiso
- Raimundo Amador
- Rafael Amador
- Fernando Egozcue

## Selección discográfica
Algunos discos de Jorge Pardo:
- A su nombre:
  - Jorge Pardo (Blau, 1982)
  - El canto de los guerreros (Linterna, 1984)
  - A mi aire (Nuevos Medios, 1987)
  - Las cigarras son quizá sordas (Nuevos Medios, 1991)
  - Veloz hacia su sino (Nuevos Medios, 1993)
  - 2332 (Nuevos Medios, 1997)
  - Mira (Nuevos Medios, 2001)
  - Vientos Flamencos I (Manantial de Músicas, 2005)
  - Vientos Famencos II (Fwm, 2009)
  - Huellas (Cabra Road, 2012)
  - Historias de Radha y Krishna (Fol, 2014)

- Con d'3:
  - Directo (Satchmo Records, 2001)[11]
  - QUID PRO QUO[12] (Satchmo Records, 2003)
  - 3 de d'3 (Quadrant, 2006)
  - Live at the Auditori Pau Casals, Vendrell (2007) DVD

- Con Paco de Lucía:
  - Paco de Lucía interpreta a Manuel de Falla (Phonogram, 1978)
  - Solo quiero caminar (Phonogram, 1981)
  - Live... one summer night (1984)
  - Ziryab,[13] (Polygram, 1991)
  - Live in América (Polygram, 1994)

- Con el grupo Dolores:
  - Dolores (Polydor, 1975)
  - La puerta abierta (Polydor, 1977)
  - Asa-Nisi-Masa[14] (Polydor, 1978)

- Con Camarón
  - La Leyenda del Tiempo (Phonogram, 1979)
  - Viviré (Phonogram, 1984)

- Con Gil Goldstein:
  - Zebra Coast (Blue Note, Nueva York, 1992)

- Con Carles Benavent:
  - Carles Benavent (Nuevos Medios, 1982)
  - Agüita que corre (Nuevos Medios, 1995)
  - Aigua (Nuevos Medios, 2001)

- Con Joan Albert Amargós y Carles Benavent: 
  - Colors (Nuevos Medios, 1991)

- Con Carles Benavent y Tino di Geraldo:
  - El concierto de Sevilla (1995)

- Con Carles Benavent y Josemi Carmona:
  - Sumando (2006)

- Con Chano Domínguez:
  - 10 de Paco (Nuevos Medios, 1995)

- Con Tomás San Miguel:
  - Vida en catedrales (Sonifolk 1993)
  - De Dos en Dos (Nuevos Medios 1995)

- Con Iñaki Salvador:
  - Jorge Pardo + Iñaki Salvador: 20 años de Altxerri

- Con otros:
  - Con Pata Negra: Rock Gitano (1982)
  - Con Mecano: Descanso Dominical (Ariola, 1987)
  - Con Nana Caymi y Wagner Tiso: Live in Montreux (Polygram Int., 1989)
  - Con Pedro Ruy-Blas: Madre Ciudad (1989)
  - Con Moratinos: Matices (1990)
  - Con Bismut-Paillard-Roucan: Socco (1991)
  - Con La Barbería del Sur: La Barbería del Sur (Nuevos Medios, 1991)
  - Con Ray Heredia: El que no corre vuela (Nuevos Medios, 1991)
  - Trance Sketches - Jorge Pardo 2022
  - Mi Sonido, Mi Metal -2023